# Leif Magnusson
Leif Erik Magnusson, född 22 januari 1955 i Malmö, är en svensk regissör, manusförfattare och skådespelare.
Magnusson debuterade som regissör med 1989 års danska långfilm Ung flykt (även manus). Under 1990-talet följde TV-serierna Första kärleken (1992), Den gråtande ministern (1993) och Kvinnan i det låsta rummet (1998). Han regisserade även långfilmen Hela härligheten (1998) med Tomas von Brömssen i huvudrollen. I början och mitten av 2000-talet följde Villospår (2001, även manus), Doxa (2005, även manus) och Lovisa och Carl Michael (2005, även manus). 2009 och 2013 regisserade han fyra filmer i serien om Kurt Wallander: Kuriren (2009), Skulden (2009), Försvunnen (2013) och Sveket (2013).
Som skådespelare har han haft några mindre roller i främst danska produktioner. Han debuterade 1980 i rollen som Conny Klack i TV-serien Sinkadus.

## Filmografi
Regi
- 1989 – Ung flykt
- 1992 – Första kärleken (TV-serie)
- 1993 – Den gråtande ministern (TV-serie)
- 1998 – Hela härligheten
- 1998 – Kvinnan i det låsta rummet (TV-serie)
- 2001 – Villospår
- 2005 – Doxa
- 2005 – Lovisa och Carl Michael
- 2009 – Wallander – Kuriren
- 2009 – Wallander – Skulden
- 2013 – Wallander – Försvunnen
- 2013 – Wallander – Sveket

Manusförfattare
- 1986 – Et skud fra hjertet
- 1989 – Ung flykt
- 2001 – Villospår
- 2005 – Doxa
- 2005 – Lovisa och Carl Michael

Skådespelare
- 1980 – Sinkadus (TV-serie)
- 1983 – The Element of Crime
- 1984 – Sköna juveler
- 1987 – Epidemic
- 1991 – Europa